# Madan Mohan
Pour les articles homonymes, voir Mohan.
Madan Mohan est un compositeur indien, né le 25 juin 1924 et mort le 14 juillet 1975.
Il a composé des centaines de musiques de films, des chansons inspirées du ghazal, qui lui vaudront le titre de roi du ghazal. D'abord assistant de S.D. Burman, il commence à composer en 1950 et rencontre son premier succès avec les chansons du film Aankhen qui voit également le début de sa longue collaboration avec Lata Mangeshkar.

## Filmographie comme compositeur
- 1950 : Aankhen
- 1964 : Jahan Ara
- 1966 : Dulhan Ek Raat Ki
- 1970 : Dastak
- 1975 : Mausam
- 2004 : Veer-Zaara (posthume)

## Anecdotes
En 2004, le réalisateur Yash Chopra décide de ressusciter des chansons inédites de Madan Mohan (30 ans après sa mort) dans le film Veer-Zaara. Elles sont à nouveau interprétées par sa complice de toujours, Lata Mangeshkar.